# Ferdi Taygan
Ferdi Taygan (ur. 5 grudnia 1956 w Worcester) – amerykański tenisista, zwycięzca French Open 1982 w grze podwójnej.

## Kariera tenisowa
Zawodowym tenisistą Taygan był w latach 1977–1985. W tym czasie osiągnął jeden finał rangi ATP World Tour w grze pojedynczej. Sukcesy odnosił głównie jako deblista dochodząc do trzydziestu ośmiu finałów, z których połowę wygrał, w tym French Open 1982 wspólnie z Sherwoodem Stewartem. Za dokonania w sezonie 1982 otrzymał wspólnie ze Stewartem nagrodę ATP deblowej pary roku (ATP Doubles Team of the Year). Amerykanin startował również w konkurencji gry mieszanej osiągając wspólnie z Barbarą Potter finały US Open 1982 i US Open 1983.
W rankingu gry pojedynczej Taygan najwyżej był na 67. miejscu (26 grudnia 1979), a w klasyfikacji gry podwójnej na 8. pozycji (16 maja 1983).

### Finały w turniejach wielkoszlemowych

#### Gra podwójna (1–0)
| Końcowy wynik | Nr | Data           | Turniej            | Nawierzchnia | Partner          | Przeciwnicy                     | Wynik finału        |
| ------------- | -- | -------------- | ------------------ | ------------ | ---------------- | ------------------------------- | ------------------- |
| Zwycięzca     | 1. | 6 czerwca 1982 | French Open, Paryż | Ceglana      | Sherwood Stewart | Hans Gildemeister Belus Prajoux | 7:5, 6:1, 1:1 krecz |

#### Gra mieszana (0–2)
| Końcowy wynik | Nr | Data             | Turniej            | Nawierzchnia | Partnerka      | Przeciwnicy                      | Wynik finału  |
| ------------- | -- | ---------------- | ------------------ | ------------ | -------------- | -------------------------------- | ------------- |
| Finalista     | 1. | 12 września 1982 | US Open, Nowy Jork | Twarda       | Barbara Potter | Anne Smith Kevin Curren          | 7:6, 6:7, 6:7 |
| Finalista     | 2. | 11 września 1983 | US Open, Nowy Jork | Twarda       | Barbara Potter | Elizabeth Smylie John Fitzgerald | 6:3, 3:6, 4:6 |